# XXY (film)
Pour les articles homonymes, voir XXY.
 (mars 2017).
Si vous disposez d'ouvrages ou d'articles de référence ou si vous connaissez des sites web de qualité traitant du thème abordé ici, merci de compléter l'article en donnant les références utiles à sa vérifiabilité et en les liant à la section « Notes et références ».
Pour plus de détails, voir Fiche technique et Distribution.
XXY est le titre d'un film argentin produit avec la contribution économique de la France et l'Espagne, réalisé par Lucía Puenzo en 2007.

## Synopsis
Alex a 15 ans et porte un lourd secret qui a poussé ses parents à quitter Buenos-Aires pour s'installer sur la côte uruguayenne, dans une maison isolée dans les dunes. Un couple d'amis leur rend un jour visite, accompagné de leur fils de 16 ans, Alvaro.

## Fiche technique
- Titre : XXY
- Titre original : XXY
- Réalisation : Lucía Puenzo

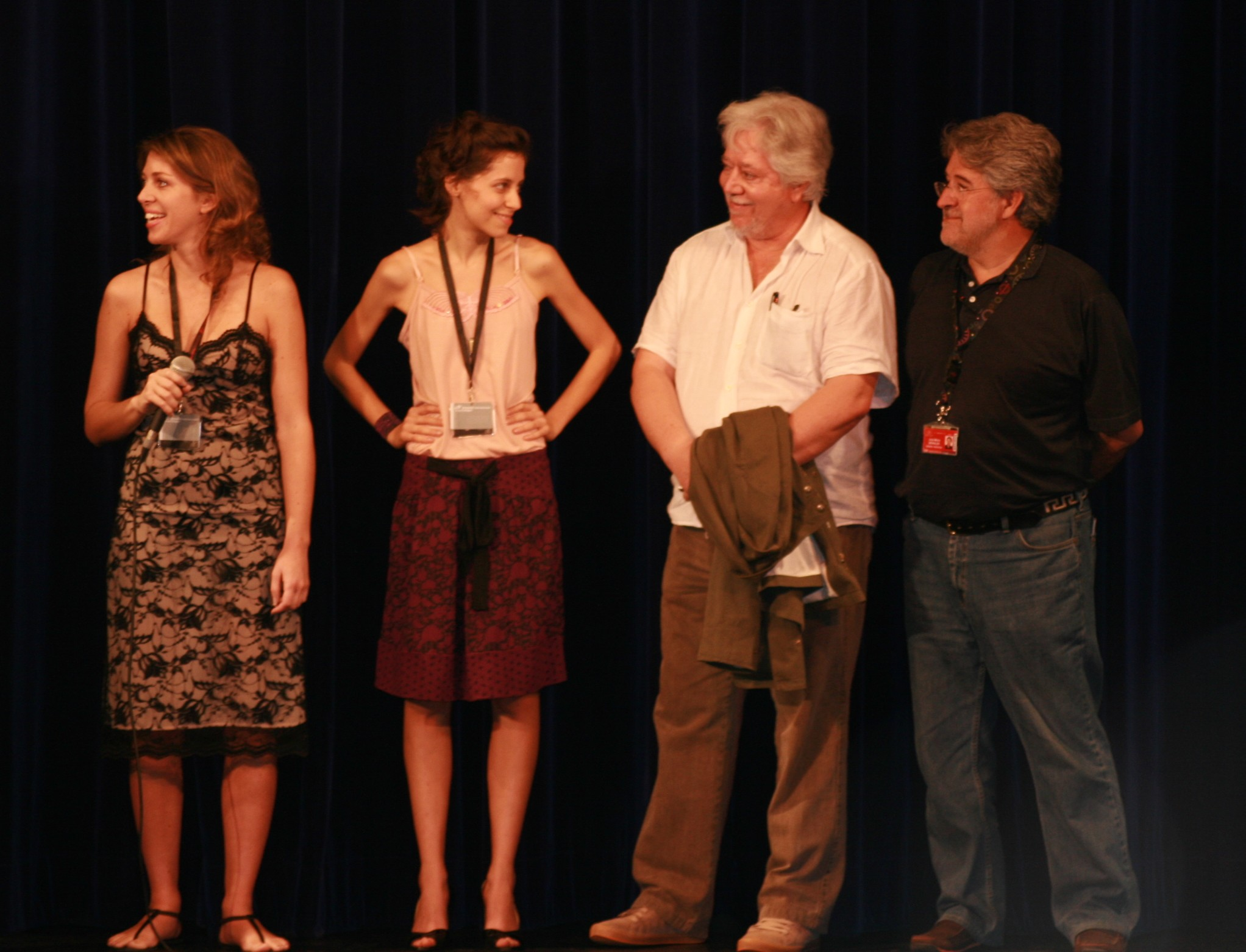
L'équipe de XXY lors de la 46e Semaine Internationale de la Critique à Cannes en 2007 pour la première mondiale.

- Scénario : Lucía Puenzo, adapté d'un conte de Sergio Bizzio
- Production : Luis Puenzo pour Historias Cinematograficas (Argentine)
  - Coproduction : José Marias Morales pour Wanda Vision (Espagne)
- Musique originale : André Goldstein et Daniel Tarrab
- Photographie : Natasha Braier
- Montage : Alex Zito, Hugo Primero
- Son : Fernando Soldevila
- Décors : Roberto Samuelle
- Pays d'origine : 
  -  Argentine
- Coproduction :
  -  Espagne
  -  France
- Langue originale : espagnol
- Durée : 90 minutes
- Format : Couleurs - 1,85:1 - Dolby Digital - 35 mm
- Dates de sortie : 3 octobre 2007
- Sortie en DVD (juillet 2008)

## Distribution
- Alex (VF : Kelly Marot) : Inés Efron
- Alvaro (VF : Sébastien Desjours) : Martín Piroyansky
- Kraken (VF : Paul Borne) : Ricardo Darín
- Suli (VF : Gaëlle Savary) : Valeria Bertuccelli
- Ramiro (VF : Serge Faliu) : Germán Palacios
- Erika (VF : Laurence Dourlens) : Carolina Peleritti
- Juan : Guillermo Angelelli
- Washington (VF : Patrick Béthune) : Cesar Troncoso
- Esteban (VF : Éric Etcheverry) : Jean Pierre Reguerraz
- Roberta (VF : Cécile Marmotat) : Ailín Salas
- Vando : Luciano Nobile
- Saul : Lucas Escariz

Sources et légende : Version française selon le carton de doublage français.

## Distinctions
- Grand Prix de la Semaine Internationale de la Critique (Cannes, 2007)[1] et prix du Grand Rail d'or
- Prix de la (Toute) Jeune Critique (Cannes, 2007)
- Soutien ACID/CCAS (Cannes, 2007)
- Prix Goya du meilleur film étranger en langue espagnole en 2007
- Prix Sud 2007 : meilleurs film et réalisateur argentins de l'année
- Louve d'Or au Festival du Nouveau Cinéma de Montréal, 2007
- Prix de la mise en scène au festival international du film d'Édimbourg, 2007
- Prix du meilleur film au festival international du film d'Athènes, 2007
- Prix du meilleur film au festival international du film de Bangkok, 2007

## Analyse
Pour son premier long métrage, la réalisatrice Lucía Puenzo choisit le thème de l’intersexuation, la recherche de l’identité de genre, mais aussi et surtout de soi-même. Se présentant comme une réflexion sur la différence et le regard des autres, XXY ne cesse de jouer sur les parallèles et les oppositions qui existent entre le devenir de ces deux familles. Elle, Alex, jeune intersexe et lui, Alvaro qui doute en raison de son homosexualité. Chacun d’eux cherche à couper les ponts avec l’enfance et à choisir ce qu’il doit devenir. Cette quête, ils l’effectuent ensemble, se complétant dans leurs différences et cherchant l’un dans l’autre à repousser ce choix inéluctable.
Les couleurs froides omniprésentes accentuant ce contraste entre amour et oppression du milieu, ces adultes qui semblent étrangers au ressentiment de leurs enfants... tout tend à rendre le sujet intemporel voire universel. En effet, au-delà de l’intersexuation, XXY est le film de la recherche de ses sentiments et de son identité au moment de l’adolescence.

### Titre
XXY est à la fois un nom de code et un code génétique. Un titre à la fois énigmatique donc, et parfaitement parlant puisque paradoxalement le sujet qui sera abordé ici nous apparaît tout de suite comme évident. Jouant donc sur les chromosomes sexuels, ces trois lettres symbolisent clairement l'anomalie et la différence, le fait d'avoir quelque chose en trop ou en moins. On remarquera également sur l'affiche la manière dont une branche du X a été arrachée pour former un Y, tout comme la société voudrait enlever une partie d'Alex.
L'utilisation comme titre de film du code XXY, caractéristique du syndrome de Klinefelter, pour un sujet sur l'intersexuation est tout à fait erronée, voire malveillante pour les porteurs du syndrome : en effet, ce sont sans aucune contestation possible des sujets de sexe mâle (atteints de stérilité quasi totale). Les personnes atteintes du syndrome de Klinefelter peuvent connaître des stades d'intersexuations de divers degrés, avec parfois une féminisation importante comme absence de pilosité, micro pénis, génycomastie (seins développés), hypogonadisme voire testicules féminisants parfois en position ovarienne.

## Autour du film
XXY a été présenté en avant-première mondiale lors du premier jour de la Semaine de la critique à Cannes en 2007, où il a obtenu le Grand Prix.